# Friedrich Trendelenburg
Friedrich Trendelenburg, né le 24 mai 1844 à Berlin et mort le 15 décembre 1924 dans la même ville, est un chirurgien allemand, fils du philosophe Friedrich Adolf Trendelenburg. Il a donné son nom a un certain nombre de traitements médicaux et d'appellations médicales.

## Biographie
Il étudia la médecine à l'université de Glasgow et à l'université d'Édimbourg, puis compléta son savoir médical à Berlin sous la direction de Bernhard von Langenbeck, avec l'obtention de son doctorat en 1866.

Il pratiqua alors la médecine dans les villes de Rostock et de Bonn, jusqu'à devenir chirurgien en chef à Leipzig, en 1895.
Il mourut d'un cancer de la mandibule en 1924, à l'âge de 80 ans.

## Innovations chirurgicales
Trendelenburg est surtout connu pour la position de Trendelenburg dans laquelle le patient est placé sur un lit incliné de telle sorte que la tête du patient soit plus basse que ses pieds. Trendelenburg utilisa cette technique pour la première fois en 1881, dans le cas d'une chirurgie abdominale. Avant lui, le chirurgien arabe du Xe siècle Abu Al-Qasim avait déjà expérimenté cette technique, sans que la pratique ne soit perpétuée.
Il est aussi connu pour être l'inventeur du canule de Trendelenburg, qui est un outil utilisé lors de chirurgies du larynx, afin d'éviter que le patient n'avale du sang durant l'opération.
Trendelenburg s'est intéressé à l'ablation chirurgicale de l'embolie pulmonaire. Son étudiant, Martin Kirschner, réussit la première embolectomie pulmonaire en 1924, peu avant le décès de Trendelenburg.
Trendelenburg inventa le traitement des varices par la ligature de la veine saphène. Tant le traitement des varices que l'embolectomie pulmonaire sont désignés par l'appellation d'opération de Trendelenburg. Le test de Trendelenburg renvoie, lui, à un test des varices ainsi qu'au test utilisé pour juger de la mobilité de la hanche. Également, le test de percussion de Brodie-Trendelenburg (où Brodie renvoie à Sir Benjamin Collins Brodie, qui partage la paternité dans l'élaboration de ce test) est un test servant à juger des artères incompétentes dans les veines superficielles. Enfin, lors d'un appui monopodal, le signe de Trendelenburg est une inclinaison de bassin du côté opposé à cet appui. Ce signe traduit une insuffisance du muscle moyen fessier (gluteus medius) et petit fessier (gluteus minimus) de la hanche porteuse.
Trendelenburg s'est aussi intéressé à l'histoire de la chirurgie ; il a fondé la Société chirurgicale allemande en 1872.